# Nadine Wetie Diodjo
Nadine Wetie Diodjo , née le 1er avril 1984, est une judokate et samboïste camerounaise.

## Biographie
Nadine Wetie Diodjo est médaillée de bronze toutes catégories aux Championnats d'Afrique de judo 2014 à Port-Louis.
Aux Championnats d'Afrique de judo 2015 à Libreville, elle est médaillée d'argent en plus de 78 kg et médaillée de bronze toutes catégories ; elle obtient la même année la médaille de bronze en plus de 78 kg aux Jeux africains de Brazzaville.
Elle obtient la médaille de bronze aux Championnats d'Afrique de judo 2016 à Tunis.
En sambo, elle est médaillée d'or dans la catégorie des plus de 80 kg aux Championnats d'Afrique de sambo 2016 à Niamey.